# Martin Víteček
Martin Víteček (* 28. března 1980 Opava) je český politik a manažer, od listopadu 2014 do prosince 2015 primátor města Opavy, od poloviny prosince 2015 pak první náměstek primátora, v letech 2013 až 2015 člen hnutí ANO 2011.

## Život
V letech 1994 až 1998 vystudoval management na Střední škole průmyslové a umělecké Opava. Později v letech 2010 až 2013 absolvoval bakalářský obor manažerská informatika na Obchodně podnikatelské fakultě Slezské univerzity v Opavě (fakulta sídlí v Karviné, získal titul Bc.).
Od roku 2004 soukromě podnikal v oboru hostinské činnosti, o čtyři roky později živnost přerušil. V letech 2006 až 2007 pracoval jako manažer, konstruktér a vývojář ve firmě Konekta - SAP, která dodává technologie do potravinářského průmyslu. Mezi lety 2007 a 2012 byl projektovým manažerem v nizozemské společnosti P. J. Jansen - tuinarchitekt (zabývá se zahradní architekturou). V letech 2013 až 2014 působil jako vedoucí technologického odvětví ve společnosti AB System Sp. z o. o. (působí v obalovém průmyslu). Od února 2014 je jednatelem a společníkem (majetková účast 40 %) v reklamní agentuře Active PR Media, s. r. o.
Martin Víteček je ženatý (svou přítelkyni Johanu Havrdlíkovou si vzal dne 27. března 2015). Žije v opavské městské části Kylešovice.

## Politické působení
V letech 2006 až 2007 byl členem Strany zelených, za niž neúspěšně kandidoval v komunálních volbách v roce 2006 do Zastupitelstva města Opavy.
V roce 2013 vstoupil do hnutí ANO 2011 a v témže roce se stal předsedou Místního sdružení ANO v Opavě i předsedou Oblastního sdružení Opava. V komunálních volbách v roce 2014 byl zvolen zastupitelem města Opavy, když vedl kandidátku hnutí ANO 2011. Hnutí volby ve městě vyhrálo a vytvořilo koalici se čtvrtou Změnou pro Opavu, pátým subjektem "SNK Starostové a občané Opavy", šestou ODS a sedmou KDU-ČSL. Dne 10. listopadu 2014 byl Martin Víteček zvolen primátorem statutárního města Opavy. Na konci října 2015 se však koalice rozpadla. Kvůli rozkolu v ANO 2011 byla na konci listopadu 2015 předsednictvem hnutí zrušena i buňka ANO 2011 v Opavě, čímž pozbyl členství i Martin Víteček. Nakonec byla vyjednána nová koalice mezi ČSSD, Sdružením nezávislých zastupitelů (SNZ = "bývalé ANO 2011"), Změnou pro Opavu a KDU-ČSL. Na jejím základě byl dne 14. prosince 2015 Víteček z pozice primátora odvolán a následně zvolen 1. náměstkem primátora.
Později se stal členem hnutí STAN a vedl jeho kandidátku ve volbách v roce 2018 do Zastupitelstva města Opavy. Nicméně neuspěl, hnutí se totiž do zastupitelstva nedostalo.